# Kohezija (jezikoslovje)
Kohezija je slovnično in leksikalno povezovanje znotraj povedi ali besedila, ki drži besedilo skupaj in mu daje pomen. Povezana je s širšim konceptom koherence.
Ločimo med dvema tipoma kohezije, med slovnično in leksikalno, glede na leksikalni pomen kohezivnega sredstva. Slovnična kohezija ima kohezivna sredstva, ki nimajo lastnega pomena, medtem ko imajo kohezivna sredstva pri leksikalni koheziji lasten pomen.

## Slovnična kohezija
Kohezivna sredstva so besede brez lastnega leksikalnega pomena in nadomeščajo vsebinsko polne izraze.
Najpogostejše oblike slovnične kohezije:
1. Referenca
2. Elipsa
3. Junkcija

### Referenca
Referenco dosežemo z uporabo osebnih, kazalnih in oziralnih zaimkov, ki se nanašajo (koreferirajo) na druge elemente. Ker v slovenščini glagoli vsebujejo informacijo o spolu in številu samostalnika, se referenca lahko vzpostavi tudi brez zaimka. Referenca je v tem primeru izražena v povedku stavka. Referenca je lahko anaforična ali kataforična.

#### Anafora
Element z lastnim leksikalnim pomenom je najprej jasno izpostavljen, ko pa se pojavi znova, pa ga nadomešča nepolnomenski element.
Primer: 
- Anafora z zaimkon: Andrej je poklical Ano in ji povedal resnico.
- Anafora preko povedka: Ana je bila presenečena. Nekaj časa je molčala.

#### Katafora
Kataforična referenca je anaforični nasprotna, saj se ne navezuje na že obstoječi element v diskurzu, pač pa na prihodnji element, ki je najprej vpeljan in šele nato identificiran. Nepolnopomenski element je postavljen pred polnopomenskega in ga napoveduje. Uporaba katafore doseže stilistični učinek pričakovanja razkritja neznanega elementa.
Primer:
- Katafora z zaimkom: Čeprav ga ne maram posebej, sem Andreja vseeno poklical.
- Katafora preko povedka: Odklenila je vrata in prestopila prag. Ana je bila prvič v svojem novem stanovanju.

### Elipsa
Elipsa je izpust fraz ali besed z namenom zgoščevanja sporočila. Je anaforična, saj se izpust elementa po navadi pojavi po tem, ko je element omenjen.
Primer iz pogovora:
- A:Kam greš?
- B: V kino.

Polni odgovor osebe B bi brez elipse bil: »Jaz grem v kino.«

### Junkcija
Junktivni izrazi vzpostavljajo odnose med dogodki, spadajo pa v besedno družino veznikov. 
Glede na razmerje, ki ga vzpostavijo med dvema elementoma v besedilu ločimo med konjunkcijo, disjunkcijo, kontrajunkcijo in subordinacijo. Junkcije so v besedilih prisotne na vseh slovničnih ravneh. Lahko povezujejo posamezne besede, fraze ali celotne stavke.

#### Konjunkcija
Konjunkcija povezuje enote z enakim statusom. Najpogostejši: vezniki so in, pa, poleg tega, tudi, nadalje. 

#### Disjunkcija
Disjunkcija povezuje dve alternativi. Najpogostejši vezniki so: ali, ali-ali, bodisi-bodisi, oziroma.